# Латинка Перовић
Латинка Перовић (Крагујевац, 4. октобар 1933 — Београд, 12. децембар 2022) била је југословенска и српска историчарка, политичарка и активисткиња.
Од 1968. до 1972. године, била је секретарка Централног комитета Савеза комуниста Србије (СКС), када је смењена с Марком Никезићем, тадашњим председником ЦК СКС, у тзв. чистки српских либерала. Тада се сматрала једном од најмоћнијих жена у Србији.
Бавила се побољшањем права жена, а са 27 година је постала председница Антифашистичког фронта жена Србије.
Радила је на Институту за историју радничког покрета — Београд од 1976. до 1998. године. Од 1993. до 1998. године била је главна и одговорна уредница часописа Токови историје.
Током ратова деведесетих Латинка Перовић се залагала за мир у региону и демилитаризацију.
Латинка Перовић је понекад називана „мајком Друге Србије”.
Њен рад наишао је на подељену рецепцију. Појединци су ценили њен историографски и политички рад. Мило Ломпар је посветио неколико публикација критичкој анализи њеног рада, који је оценио као укупно негативан и изнео неколико фактографских грешака.

## Биографија

### Детињство
У Белошевцу, селу код Крагујевца је провела време окупације током Другог светског рата. Велики број чланова њене породице били су партизани, њени ујаци и стричеви. Као први трауматичан догађај који памти, она наводи стрељање у Крагујевцу. Тај догађај памти јер је убијен велики број чланова њене породице са очеве стране, њени стричеви и браћа, као и због опасности коју је њен отац избегао током овог периода.

### Образовање
Средњу школу је започела у женској гимназији, а у последњој години створена је заједничка гимназија што наводи као тада највећу реформу. Током свог школовања била је наклоњена предметима из друштвених наука.
Проглашена је за најбољу ученицу генерације, а тада је један од професора рекао: „То је праведно, али можда ће нам неко замерити што смо то дали девојци, а не младићу.”
Током школовања учествовала је у радним акцијама, што је било уобичајено за то време. Она је истицала да је то био дух времена у којем су се они осећали да учествују у изградњи и обнови земље.
Завршила је Филозофски факултет Универзитета у Београду 1954. године, а две године касније је на истом факултету магистрирала.
Током студија прве две године је становала код ујака и хранила се у студентској мензи. Остале две године је боравила у студентском дому. Те педесете описује као највеће сиромаштво, а осећала се опасност у читавој Југославији због сукоба са Совјетским Савезом.
Интелектуални живот тада описује као значајан уз истицање часописа Нова Мисао. Ускоро је дошао И Случај Милована Ђиласа чини је случај за њу био „јединствен”.
На њена левичарска уверења утицало је одрастање у току рата током којег су биле јасно поларизоване стране „добра и зла”. Такође и руски притисак који се тада дешавао за њу је био једно велико искуство за њу.
Завршила је и другу магистратуру 1965. године на Факултету политичких наука у Београду, а 1975. године је на њему докторирала.
Радила је на Институту за историју радничког покрета — Београд од 1976. до 1998. године.
Преминула је 12. децембра 2022. године. Након њене смрти Дубравка Стојановић јој је, поред осталих, посветила текст. Соња Бисерко је тада написала „Њена смрт оставља огромну празнину у политичком и научном животу Србије”.

## Политичка каријера
Почетак њеног политичког ангажмана био је у председништву Централног Комитета омадине Србије 1953/1954 године где је била најмлађа чланица. Ту јој је било јако занимљиво обзиром да је ту било људи из читаве Југославије. Перовићева је редовно тада радила, ишла на терен, организовала разне догађаје. Након тога је прешла у Централни Комитет Југославији 1956. године. Ту је провела четири године као председница Конференције за друствену активност жена Југославије. Тада је завршила другу магистратуру и уједно је била трудна.
Када је ушла у политику, то је прихватила али није мислила да је то њена судбина.
Латинка Перовић је 1969. године постала секретарка Централног комитета Савеза комуниста Србије, све до догађаја под називом „чистка либерала” 1972. године. Сматрала се једном од најмоћнијих жена тог времена.
Марко Никезић јој је говорио „Ти се увек помало стидиш што си секретар ЦК!”
Период чистке левичара 1972. oписује као драматично време. Ипак истиче да је била на страни где су били људи које је поштовала попут Марка Никезића, Коче Поповића, Предрага Ајтића, Добривоја Радосављевића и Мирка Тепавца.
Период од 1972. До 1975 је провела у соби, завршила докторат, дистанцирала се. Тада је написала Затварање круга. Тада је Никезић погледао то дело и рекао јој да то објави.
| „ | Знате шта, ја сам сигурно нека мешавина либералне и левичарске особе, ја никад не бих порекла принцип социјалне правде иако мислим да то није исто што и социјално јединство које је увек заговарано у националној идеологији…–Ја сам, наравно, Југославију видела као велику могућност, и за српски народ и за друге народе, као једну сјајну идеју, либералну идеју у основи. | ” |

Југославију је сматрала „нашом првом Европом” која се састојала од различитих народа.
Она се вербално обрушавала на српски идентитет у склопу обрачуна комуниста са српском традиционалном и национално оријентисаном интелигенцијом.
Када се запослила у Институт за историју радничког покрета Србије, није јој било дозвољено 8 година ништа да објави.
| „ | Никад нисам била унитариста! Ја се декларишем, наравно, као Српкиња, ја сам ту рођена, моји родитељи су били Срби, говорим српски језик, студирала сам српски језик и књижевност, бавила сам се српском политиком, српском историјом, никад нисам сматрала да је моја заслуга што је мој деда био солунац, што је имао Карађорђеву звезду иако сам у детињству о томе слушала, али ја морам да кажем да се мој идентитет не исцрпљује у томе. | ” |

Била је чланица Политичког савета Либерално-демократске партије и Грађанског демократског форума.

## Активизам

### Феминизам
Она је била председник Антифашистичког фронта жена Србије. Рад у женској организацији је представљао за њу занимљиво искуство. У њој су учествовали и мушкарци. Много је жена тада ушло у политику, а Латинка Перовић наводи и да је Народна скупштина тада имала највећи број посланица. Покренута су питања просвећивања жена, здравства, контрацепције, помоћи запосленим женама, особама са инвалидитетима...
Од жена које су биле у тој организацији наводи Милку Минић, Босу Цветић, у Словенији Вида Томшич, Лидија Шентјурц, у Хрватској Марија Шољан. Ангажоване су и лекарке, инжењерке и покретале су нове аспекте везене за права жена.
Она наводи да је тај систем учинио много за еманципацију жена.
| „ | Комунистички покрет је незамислив без жена. | ” |

Митру Митровић је називала женом од „великог формата” као и једном од значајних у српској историји. Када је Митра преминула, Вукица Ђилас је замолила Латинку да напише некролог о њеној мајци.
Говорила је у документарцу „Она се буди” приказаном на телевизији Н1 2022. године чији је аутор Миа Бјелогрлић.
Она је била члан међународног судског већа Женског суда за злочине почињене на тлу бивше Југославије одржаног у Сарајеву 2015. године.

### Деведесетих
Перовићева је сматрала да је рат у Југославији дуго припреман на различите начине, истичући улогу националних идеологија у томе.  Била је противница ратова. Она је од краја шездесетих година тврдила да Србију највише политички угрожава национализам који би као конзервативни чинилац у Србији угушио прво левицу при чему на таквим идејама створена држава не би била напредна. 
Истицала је да је рат на крају 20. „века појео српску интелектуалну елиту”.
| „ | Дуго сам одбијала да се негде ангажујем и да рата није било, да није било тих драматичних ситуација, можда ја и не бих узела било какво учешће у овој врсти јавног живота, али ту су већ на проби биле друге ствари, ваш морал, ваше становиште, нећу да делим одговорност за нешто што ми је дубоко туñе, тако да сам почела да се ангажујем, да износим своје мишљење у Републици, Хелсиншкој повељи, онда сам, кад су људи почели да зову, прихватила предавања, заједничке пројекте… | ” |

Пред почетак оружаних сукоба 1991. године писала је да на крају жртве деструкције и репресије постају и они који су их имали као оруђе у борби. Годину дана касније је истицала да Србији следи интензивна милитаризација, дуго ратовање и економско пропадање. 1993. године је назначила да међународна заједница неће дозволити да се српске земље уједине што би значило прелажење „преко туђих територија и лешева”, а 1994. о сну уједињења српских земаља је писала да ће „завршити у дубокој подељености самог српског народа“. Тврди се да се то показало све као тачно.
Била је једна од првих интелектуалаца која је осудила Геноцид у Сребреници, како га је назвала.
Она је учествовала у образовним програмима Жена у црном, писала је Сташа Зајовић.
Због свог активизма и ангажовања била је предмет напада.
| „ | За аутономност се свуда плаћа нека цена. | ” |

Она је била одговорна уредница часописа Токови историје.

## Осврт на дело
Добрица Ћосић је писао за Латинку Перовић да је „лажни либерал” као и да је Титов обрачун са њом и другим „либералима”  из Србије послужио за постизање симетрије са Хрватском, која је била увређена због ранијих политичких акција.
Део своје и документације Марка Никезића завештала је архиву у Словенији, што је историчар Предраг Ј. Марковић интерпретирао као негативан став Латинке Перовић ка сопственој земљи.
О њеном делу је критички негативно писао је др Мило Ломпар. За Ломпара је Перовићева један од кључних идеолога данашње „окупационо-колонијалне моћи” и у своме писању Ломпар налази неколико фактографских грешака у њеном раду.
Мира Богдановић је о њеном раду и делу 2016. године написала књигу Elitistički pasijans: o nemislicama, nedomislicama, dvomislicama i besmislicama.

## Дела
- Култура у социјализму (1965)
- Савез комуниста у новим условима (1967)
- Савремена улога авангарде: идеjho-политичка пракса Савеза комуниста Србије (1969)
- Пера Тодоровић (1983)
- Од централизма до федерализма (1984)
- Српски социјалисти 19. века: прилог историји социјалистичке мисли (1985)
- Планирана револуција (1988)
- Затварање круга (1991)
- Србија у модернизацијским процесима XIX i XX века (1994)
- Између анархије и аутократије: Српско друштво на прелазима векова (XIX—XXI век) (2006)
- Снага личне одговорности (2008)
- Зоран Ђинђић и српско друштво (2013)
- Сарајевo атентат: 100 година касније (2014)
- Доминантна и нежељена елита — Белешке о интелектуалној и политичкој елити у Србији (XX—XXI век) (2015)
- Затварање круга: исход pacцeпa 1971—1972. (2018)
- Руске идеје и српске реплике (2019)